# Erik Cadée
Erik Cadée (ur. 15 lutego 1984 w ’s-Hertogenbosch) – holenderski lekkoatleta, dyskobol.

## Osiągnięcia
- srebrny medal na Olimpijskim Festiwalu Młodzieży Europy (Murcia 2001)
- złoto mistrzostw Europy juniorów (Tampere 2003)
- 10. miejsce podczas igrzysk olimpijskich (Londyn 2012)
- reprezentant kraju w wielu ważnych międzynarodowych zawodach (mistrzostwa świata juniorów, młodzieżowe mistrzostwa Europy, mistrzostwa świata, mistrzostwa Europy, puchar Europy, zimowy puchar Europy w rzutach, drużynowe mistrzostwa Europy)
- wielokrotny mistrz Holandii, w tym między innymi złoty medal halowych mistrzostw kraju w pchnięciu kulą (2009)

## Rekordy życiowe
- rzut dyskiem – 67,30 (2012)[1]
- rzut dyskiem (hala) – 62,42 (2011) rekord Holandii
- pchnięcie kulą (hala) – 18,99 (2009)